# 노쓰정
노쓰정(野津町)은 오이타현 남부에 있던 정이다. 2005년 1월 1일에 우스키시와 신설합병해 새로운 우스키시가 설치되면서, 자치체로서는 소멸하였다.
돈치 이야기로 유명한 기쵸무(吉四六)의 마을로 알려져 있다.
오노군에 속해 있었지만, 에도 시대에는 우스키 번영이었기 때문에 오노군의 다른 정촌보다 우스키시와의 관계가 더 깊었다. 오이타현이 2000년 12월 15일 발표한 '오이타현 시정촌 합병 추진 요강'에서 노쓰정은 다른 오노군 7개 시정촌과, 우스키시는 쓰쿠미시와 합병하는 패턴이 제시되었으나, 노쓰정과 우스키시는 이 구상에 따르지 않고 합병했다. 

## 역사
- 1889년 4월 1일 - 정촌제 시행에 의해 현재의 구역을 확장해 노쓰이치촌이 성립하였다.
- 1949년 4월 1일 - 정으로 승격해 노쓰이치정이 되었다.
- 1949년 7월 1일 - 정명을 노쓰정으로 변경하였다.
- 2005년 1월 1일 - 노쓰정과 우스키시가 신설합병, 새로운 우스키시가 설치되었다.

## 교통

### 도로
- 국도 10호선
- 국도 502호선